# Mirabilis (planta)
Mirabilis es un género de plantas perennes herbáceas de la familia Nyctaginaceae. Hay alrededor de 50 especies aceptadas, las cuales se encuentran en las regiones más cálidas del continente americano. Su   especie más popular es Mirabilis jalapa, llamada vulgarmente "maravilla del Perú", "dondiego de noche" o "jazmín rústico"; también Mirabilis longiflora.

## Descripción
Típicamente poseen raíces tuberosas, lo que les permite sobrevivir durante las estaciones secas y frías. Las flores, de sépalos fusionados que forman una garganta profunda y pequeña, son a menudo fragantes.
De todas las especies, al menos tres de ellas se cultivan en jardines como plantas ornamentales o alimento: Mirabilis expansa. Pueden tratarse como cultivos anuales.

## Especies aceptadas
- Mirabilis aggregata (Ortega) Cav.
- Mirabilis albida (Walter) Heimerl
- Mirabilis alipes (S. Watson) Pilz
- Mirabilis austrotexana B.L. Turner
- Mirabilis campanulata Heimerl
- Mirabilis ciliatifolia (Weath.) Standl.
- Mirabilis coccinea (Torr.) Benth. & Hook. f.
- Mirabilis donahooiana Le Duc
- Mirabilis elegans (Choisy) Heimerl
- Mirabilis expansa (Ruiz & Pav.) Standl.
- Mirabilis gigantea (Standl.) Shinners
- Mirabilis glabra (S. Watson) Standl.
- Mirabilis glabrifolia (Ortega) I.M. Johnst.
- Mirabilis glandulosa (Standl.) W.A. Weber
- Mirabilis gracilis (Standl.) Le Duc
- Mirabilis grandiflora (Standl.) Standl.
- Mirabilis greenei S. Watson
- Mirabilis hintoniorum Le Duc
- Mirabilis hirsuta (Nutt.) MacMill.
- Mirabilis intercedens Heimerl
- Mirabilis jalapa L.
- Mirabilis laevis (Benth.) Curran
- Mirabilis latifolia (A. Gray) Diggs, Lipscomb & O'Kennon
- Mirabilis linearis (Pursh) Heimerl
- Mirabilis longiflora L.
- Mirabilis longipes (Standl.) Standl.
- Mirabilis melanotricha (Standl.) Spellenb.
- Mirabilis microchlamydea (Standl.) Standl.
- Mirabilis multiflora(Torr.) A. Gray
- Mirabilis nesomii B.L. Turner
- Mirabilis odorata L. - maravilla del Brasil, maravilla de Jalapa.[1]
- Mirabilis oligantha (Standl.) Standl.
- Mirabilis ovata (Ruiz & Pav.) Meigen
- Mirabilis oxybaphoides (A. Gray) A. Gray
- Mirabilis polonii Le Duc
- Mirabilis polyphylla (Standl.) Standl.
- Mirabilis pringleiWeath.
- Mirabilis prostrata (Ruiz & Pav.) Heimerl
- Mirabilis rotundifolia (Greene) Standl.
- Mirabilis russellii Le Duc
- Mirabilis sanguinea Heimerl
- Mirabilis suffruticosa (Standl.) Standl.
- Mirabilis tenuiloba S. Watson
- Mirabilis texensis (J.M. Coult.) B.L. Turner
- Mirabilis triflora Benth.
- Mirabilis urbani Heimerl
- Mirabilis violacea (L.) Heimerl
- Mirabilis viscosa Cav.
- Mirabilis weberbaueri Heimerl
- Mirabilis wrightiana A. Gray ex Britton & Kearney

Lista completa de las especies y taxones infra específicox, con sinonimia en

## Galería de imágenes
|                  |
| Mirabilis jalapa |

|                    |
| Mirabilis linearis |

|                      |
| Mirabilis longiflora |

|                      |
| Mirabilis multiflora |

|                        |
| Mirabilis oxybaphoides |

|                   |
| Mirabilis viscosa |